# Walter D. Knight
Walter David Knight (* 14. Oktober 1919 in New York City; † 28. Juni 2000 in Marlborough (New Hampshire)) war ein US-amerikanischer Physiker.

## Leben
Knight, der Sohn eines führenden presbyterianischen Geistlichen, wuchs in New York City auf und auf dem Land in Marlborough in New Hampshire, woher seine Familie stammte. Er studierte am Middlebury College in Vermont mit dem Bachelor-Abschluss 1941, war im Zweiten Weltkrieg Radaroffizier bei der Marine und setzte sein Studium an der Duke University fort, an der er 1950 promoviert wurde, während er Assistant Professor am Trinity College in Hartford war. Ab 1950 war er an der University of California, Berkeley, wo er Professor wurde und 1967 bis 1972 Dekan des College of Letters and Science. Zuvor war er Associate Dean gewesen und hatte Proteste in der Fakultät gegen die zufällige Selektion von qualifizierten Undergraduates für das weitere Studium angeführt. 1990 wurde er emeritiert.

## Werk
Nach ihm ist die Knight-Shift benannt, eine Frequenzverschiebung bei NMR in Metallen und Folge des Paramagnetismus der Leitungselektronen. Die Entdeckung entstand während der Arbeit an seiner Dissertation. Informeller Berater bei seiner Dissertation, für die er Experimente am Brookhaven National Laboratory ausführte, war Charles Townes. Bei der anschließenden Untersuchung von NMR-Verschiebungen in verschiedenen (nicht-kubischen) Metallen entdeckte er als erster Kern-Quadrupolresonanz in einem Metall (Gallium). Mit Hilfe der Knight-Verschiebung konnte er auch eine Vorhersage der BCS-Theorie der Supraleitung (Abnahme des Spin-Paramagnetismus und der Knight-Shift der Elektronen mit der Annäherung der Temperatur an den Supraleitungsübergang aufgrund der zunehmenden Paarung).
Ab den 1960er Jahren untersuchte er auch Nanocluster von Metallen mit Knight-Verschiebung und (nach einem Vorschlag mit seinem Studenten P. Yee 1975) mit Molekularstrahlen von Clustern. Dabei wurden in den 1980er Jahren auch Schaleneffekte (magische Zahlen) wie bei Atomen und Atomkernen nachgewiesen. Teilweise entstanden die Arbeiten mit seinem Doktoranden Walter de Heer.

## Mitgliedschaften und Ehrungen
1955 wurde er Sloan Research Fellow. Er war Fellow der American Physical Society, der American Association for the Advancement of Science und seit 1985 sowohl Mitglied der National Academy of Sciences als auch der American Academy of Arts and Sciences. Er erhielt 1990 die Berkeley Citation (höchste Auszeichnung der Universität) und war Ehrendoktor des Middlebury College und der EPFL in Lausanne.
Er ist Ko-Autor (mit Charles Kittel und Malvin Ruderman, Burton J. Moyer und A. Carl Helmholz) des Berkeley-Physik-Kurses in Mechanik.

## Schriften (Auswahl)
Außer den in den Fußnoten zitierten Arbeiten.
- Electron paramagnetism and nuclear magnetic resonance in metals, Solid State Physics, Band 2, 1956, S. 93
- Knight, G. Androes, R. Hammond, Nuclear magnetic resonance in a superconductor, Phys. Rev., Band 104, 1956, S. 852
- Knight, Androes, Nuclear magnetic resonance in superconducting tin, Phys. Rev., Band 121, 1961, S. 779